# Єремягін Сергій Григорович
Сергій Григорович Єремягін (нар. 1910 — ?) — український радянський діяч, секретар Станіславського обласного комітету КП(б)У, 1-й секретар Станіславського і Коломийського міських комітетів КПУ Станіславської області.

## Біографія
Член ВКП(б) з 1940 року.
З березня 1945 по жовтень 1947 року — інструктор, відповідальний організатор Управління кадрів ЦК КП(б)У.
У жовтні (затв.) 1947 — лютому 1950 року — секретар Станіславського обласного комітету КП(б)У з кадрів.
У січні 1950 — 31 серпня 1952 року — 1-й секретар Станіславського міського комітету КП(б)У.
На 1956—1958 роки — 1-й секретар Коломийського міського комітету КПУ Станіславської області.
У 1958 — вересні 1961 року — 1-й секретар Станіславського міського комітету КПУ.
Подальша доля невідома.

## Нагороди
- два ордени «Знак Пошани» (23.01.1948, 26.02.1958)
- ордени
- медалі